# Parchim (stacja kolejowa)
Parchim – stacja kolejowa w Parchim, w kraju związkowym Meklemburgia-Pomorze Przednie, w Niemczech. Znajdują się tu 3 perony.